# 베우하투프

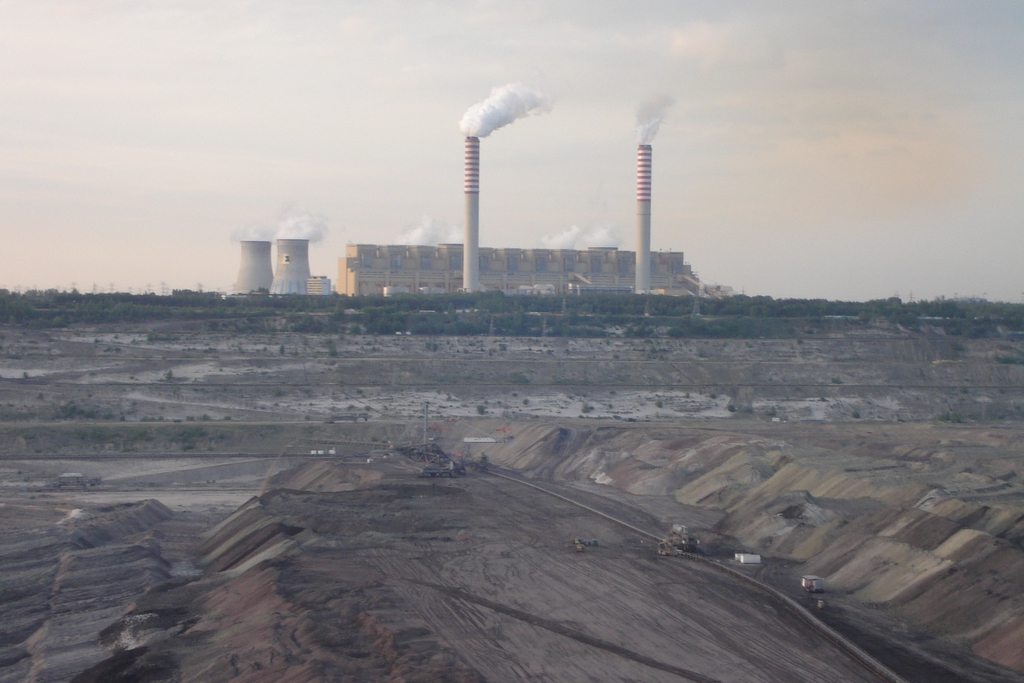
베우하투프 화력 발전소

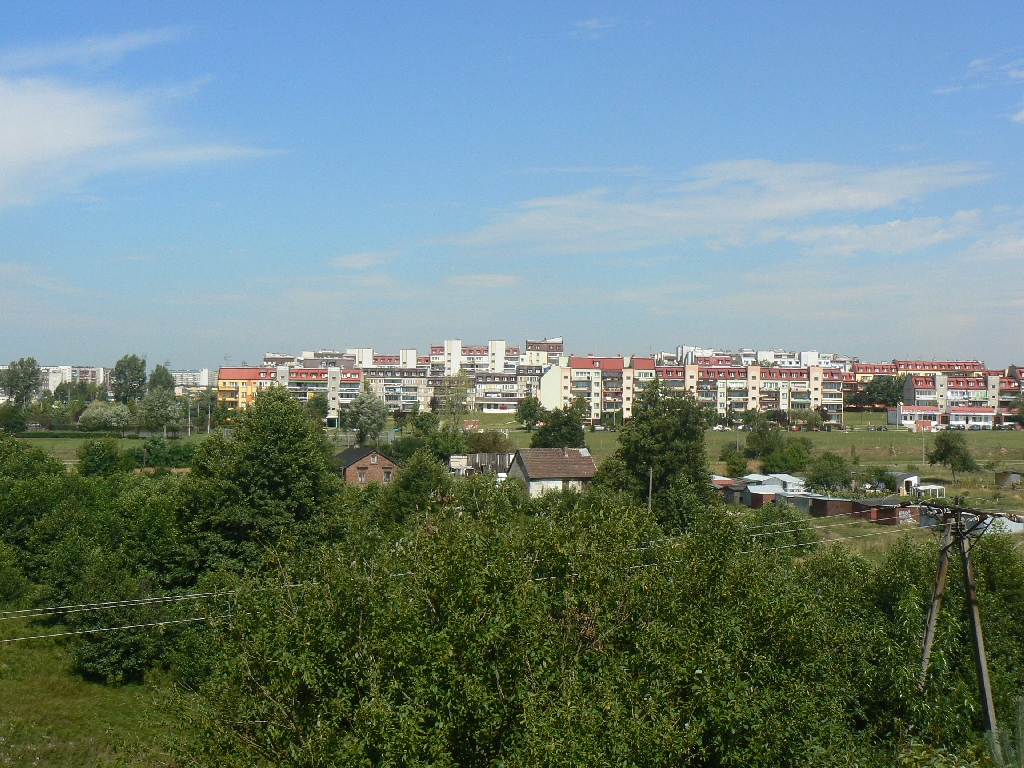
베우하투프

베우하투프(폴란드어: Bełchatów)는 폴란드 중부 우치주에 위치한 도시로, 면적은 83.72km2, 인구는 60,975명(2008년 기준), 인구 밀도는 730명/km2이다. 바르샤바에서 160km 정도 떨어진 곳에 위치한다.
유럽에서 가장 큰 석탄 화력발전소인 베우하투프 화력발전소가 있다.

시기
시 문장

## 자매 도시
- 프랑스 Aubergenville (1995)
- 리투아니아 타우라게 (1997)
- 러시아 소베츠크 (1998)
- 폴란드 Myślenice (2005)
- 헝가리 Csongrád (2008)
- 포르투갈 Alcobaça (2009)
- 우크라이나 Yuzhnoukrainsk (2013)
- 슬로바키아 포바슈스카비스트리차 (2013)